# Jonathan Fine
Jonathan David MacLachlan Fine (* 1969 in New York) ist ein US-amerikanischer Kunst- und Kulturhistoriker. Ab 2021 war er wissenschaftlicher Direktor des Weltmuseums Wien. Seit Jänner 2025 ist er Generaldirektor des Kunsthistorischen Museums.

## Leben
Jonathan Fine studierte Geschichte an der University of Chicago und englische Literatur an der Universität Cambridge (Abschluss jeweils mit B.A.), danach absolvierte er an der Yale University ein Jurastudium, das er mit dem Grad Juris Doctor (J.D.) abschloss. In den USA war er als Rechtsanwalt in den Bereichen Menschenrechte, internationale Handelsstreitigkeiten und Verfassungsrecht tätig. Durch seine juristische Tätigkeit kam er zur Beschäftigung mit afrikanischer Kunst.
In Berlin war Fine ab 2014 Kurator für die Sammlungen aus Westafrika, Kamerun, Gabun und Namibia und ab Januar 2020 Museumsleiter am Ethnologischen Museum der Staatlichen Museen zu Berlin. Am Department of Art and Archaeology der Princeton University promovierte er 2020 mit der Arbeit The Throne from the Grassfields: History, Gifts, and Authenticity in the Bamum Kingdom, 1880–1929 zum Ph.D. Mit 1. Juli 2021 wurde er als Nachfolger von Christian Schicklgruber wissenschaftlicher Direktor des Weltmuseums Wien.
Am 29. Juni 2023 stellte ihn Kulturstaatssekretärin Andrea Mayer als designierten Generaldirektor des Kunsthistorischen Museums in Wien ab dem 1. Jänner 2025 vor. Er soll in dieser Funktion Sabine Haag nachfolgen. Im September 2024 wurde bekanntgegeben, dass ihm Claudia Banz im Februar 2025 als Direktorin des Weltmuseums nachfolgen soll.
Schwerpunkte seiner Arbeit sind Kunst aus Afrika und Provenienzforschung, insbesondere zu Kamerun und Benin.

## Kritik
Mathias Brodkorb warf Fine im Mai 2025 vor, während seiner Tätigkeit in Berlin anlässlich der Stellungnahme zu einem Restitutionsfall gegen wissenschaftliche Standards verstoßen zu haben.